# Governo da Dinamarca
O Governo da Dinamarca (em dinamarquês: Danmarks regering) é o órgão executivo das decisões políticas do Parlamento da Dinamarca, tendo como missão conduzir a política geral do país e dirigir a administração pública.

A sua ação está regulamentada pelo artigo §3 da Constituição da Dinamarca (Grundloven).

A Dinamarca é uma monarquia constitucional com um regime democrático parlamentar, tendo o rei a incumbência formal de nomear o primeiro-ministro, e este os restantes ministros do seu gabinete executivo.

O governo indigitado não precisa de um voto de investidura, mas tem sim de estar ao abrigo de uma eventual moção de censura levantada pela oposição no parlamento.

Esta forma de parlamentarismo negativo torna possível a existência frequente de governos minoritários na Dinamarca.

## Governos da Dinamarca desde 2000
| Governo                           | Período     | Partidos                                                             |
| --------------------------------- | ----------- | -------------------------------------------------------------------- |
| Governo Poul Nyrup Rasmussen IV   | 1998 - 2001 | Partido Social-Democrata Esquerda Radical                            |
| Governo Anders Fogh Rasmussen I   | 2001 – 2005 | Partido Liberal Partido Popular Conservador                          |
| Governo Anders Fogh Rasmussen II  | 2005 - 2007 | Partido Liberal Partido Popular Conservador                          |
| Governo Anders Fogh Rasmussen III | 2007 - 2009 | Partido Liberal Partido Popular Conservador                          |
| Governo Lars Løkke Rasmussen I    | 2009 - 2011 | Partido Liberal Partido Popular Conservador                          |
| Governo Helle Thorning-Schmidt I  | 2011 - 2014 | Partido Social-Democrata Partido Popular Socialista Esquerda Radical |
| Governo Helle Thorning-Schmidt II | 2014 – 2015 | Partido Social-Democrata Esquerda Radical                            |
| Governo Lars Løkke Rasmussen II   | 2015 - 2019 | Partido Liberal                                                      |
| Governo Mette Frederiksen         | 2019 –      | Partido Social-Democrata                                             |

FONTES
- «Regeringer fra 1953 til i dag» (em dinamarquês). Statsministeriet (Chancelaria do Governo da Dinamarca). Consultado em 28 de junho de 2015